# Human Cargo
 Human Cargo és una pel·lícula estatunidenca dirigida per Allan Dwan, estrenada el 1936.

## Argument[1]
Bonnie Brewster i Packy Campbell són periodistes rivals que s'embarquen en un vaixell cap a Vancouver per trobar una xarxa de contraban que introdueix persones il·legalment.

## Repartiment
- Claire Trevor: Bonnie Brewster
- Brian Donlevy: Packy Campbell
- Alan Dinehart: Lionel Crocker
- Ralph Morgan: Fiscal Carey
- Helen Troy: Susie
- Rita Hayworth (sota el nom de Rita Cansino): Carmen Zoro
- Morgan Wallace: Gilbert Fender

## Rebuda
Basada en una novel·la de Kathleen Shepard, Human Cargo és un viu melodrama, que pretén mostrar una organització de tràfic de persones. Claire Trevor i Brian Donlevy protagonitzen respectivament la periodista de societat Bonnie Brewster i el periodista de succesos Packy Campbell, que uneixen forces per enxampar els dolents. Els seus esforços els porten de Los Angeles fins a Vancouver i a Los Angeles una altra vegada, amb unes quantes escales empaquetades d'emoció al llarg del camí i un clímax especialment emocionant a bord del iot del criminal. Destacar els esforços de Bonnie per fer passar-se com a francesa (aconsegueix convèncer els dolents, no l'audiència) i alguns diàlegs apunten a l'addicció a les drogues. Rita Cansino, encara no Rita Hayworth, és una ballarina llatina que és morta pel pistoler Tony Sculla (Ralf Harolde)